# Кабу-Руйву (станція метро)
38°45′47″ пн. ш. 9°6′14″ зх. д. / 38.76306° пн. ш. 9.10389° зх. д.
Ќабу-Р́уйву (порт. Cabo Ruivo) — станція Лісабонського метрополітену. Знаходиться у східній частині міста Лісабона, в Португалії. Розташована на Червоній лінії (або Сходу), між станціями «Олівайш» і «Оріенте». Станція берегового типу, мілкого закладення. Введена в експлуатацію 18 червня 1998 року в рамках пролонгації метрополітену у східному напрямку міста, де в тому ж році відбувалась міжнародна експозиція присвячена океанам EXPO'98. Розташована в першій зоні, вартість проїзду в межах якої становить 0,75 євро.

## Опис
Окремі архітектурні і декораційні елементи станції нагадують інші 5 нових станцій Червоної лінії («Олаяш», «Бела-Вішта», «Шелаш», «Олівайш» і «Оріенте»), оскільки усі вони були побудовані і введені в дію в один і той же час. Архітектори — João Santa-Rita, José Santa-Rita, Duarte Nuno Simões, Nuno Simões, художні роботи виконав David de Almeida. Станція має лише один вестибюль підземного типу, що має два виходи на поверхню, а також ліфт для людей з фізичним обмеженням. На станції заставлено тактильне покриття. 

## Режим роботи[5]
Відправлення першого поїзду відбувається з кінцевих станцій лінії:
- ст. «Аламеда» — 06:30
- ст. «Оріенте» — 06:30

Відправлення останнього поїзду відбувається з кінцевих станцій лінії:
- ст. «Аламеда» — 01:00
- ст. «Оріенте» — 01:00

## Галерея зображень

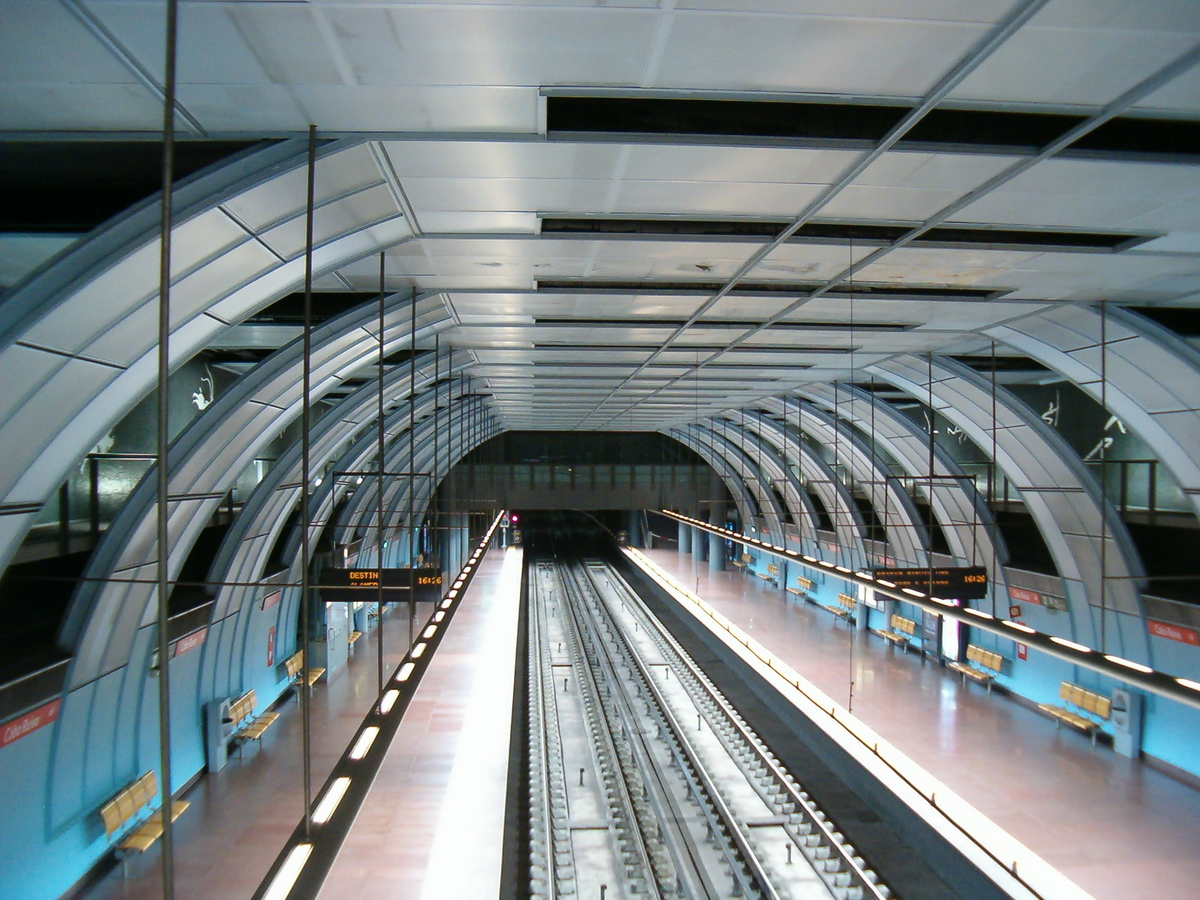
Головна зала і посадкові платформи станції